# Metrobus (Aalborg)
→ Denne artikel handler om det daværende Metrobus system i Aalborg. For almindelige Bybusser i Aalborg og det øvrige Nordjyllands se Nordjyllands Trafikselskab og Aalborgs bybusser
Metrobusserne i Aalborg var et bussystem under trafikselskabet Nordjyllands Trafikselskab, der skulle sikre høj busfrekvens på de mest centrale strækninger i Aalborg.

## Historie
Metrobusserne i Aalborg blev oprettet på den magiske dato af 04.04.i 2004 som følge af åbningen af Aalborg Nærbane og den nye Aalborg Busterminal. Den nye busterminal muliggjorde en mere smidig busdrift idet at man fremover ville kunne benytte "busramper" fra busterminalen til og fra Østre Allé. I de tidligere år havde der været en massiv passagernedgang på bybusnettet, og det daværende byråd var af den opfattelse, at en omlægning af bybuslinjenettet ville kunne vende udviklingen ved at give nye muligheder.
Det nye linjenet resulterede i at der blev oprettet otte almindelige bybuslinjer med minimum halvtimedrift i hele drift-perioden. Fire metrobuslinjer skulle have høj frekvens med helt ned til 5 minutter mellem hver afgang i myldretiderne. Resultatet blev som forventet en stor passagerfremgang på metrobuslinjerne.

### Den store omlægning af busnettet
Aalborg Kommune satte i år 2000 gang i planer om etablering af et nyt stambusnet til at erstatte det gamle bybusnet, der siden midten af 1990erne ikke havde kunnet konkurrere med privatbilismen. Det store bilboom Danmark oplevede op igennem 1990erne havde således også sat sine spor i Aalborg. Resultatet blev at man hentede inspiration fra Jönköping der i 1996 havde omlagt deres mange bybuslinjer, der fyldte meget i gadebilledet, til et nyt "stombuss"net (svensk). Jönköping havde haft succes med introduktionen af deres to stombuss linjer i forsøget "Tænk sporvogn - kør bus". Omlægningen i Jönköping viste sig at være en god beslutning idet Jönköpings busnet fik en god passagerfremgang i de efterfølgende år. Senere er der i Jönköping sket en evaluering af stombussnettet der resulterede i at der kom yderligere en stombusslinje(3) til og i de efterfølgende år er en fjerde linje(4) så kommet til så stombussnettet kom op på 4 linjer.
Omlægningen af linjenettet i Aalborg skete over 2 omgange. Den første fandt sted i forbindelse med etableringen af Aalborg Nærbane i 2003. Den resterende del af Aalborgs bybusnet blev omlagt i 2004 i forbindelse åbningen af den nye busterminal i Aalborg centrum hvor også Metrobusserne havde premiere. Linjenettet i Aalborg bestod før den stære omlægning af busnettet af 11 bybuslinjer der på centrale punkter(f.eks Kastetvej der blev betjent af linje 2, 8 og 9) kørte parallelt med andre linjer for at skabe en stor frekvens samt af 2 E-bus ringlinjer der kørte på tværs af Aalborg.

### Metrobussernes oprettelse.
Oprettelsen af Stambusnettet-nettet blev i 2002 taget op i byrådet og efter en lang periode med diverse evalueringer og planlægninger tog det byrådet i februar 2003 beslutning om en ny trafikplan.. Linjerne var planlagt til at skulle hedde A, B, C, D for metrobussernes vedkommende og 1, 2, 3, 4, 5, 6, 7. for de almindelige bybusruter der skulle køre i en lavere frekvens end metrobusserne. Metrobusserne skulle på de centrale strækninger igennem Aalborg kører ned til hvert 5minut og med lavere frekvens på yderstrækningerne for at der kunne blive skabt den nødvendige betjening af Aalborgs mindre oplands byer. Den endelige navngivning af linjerne blev at de almindelige bybusser nummereret 11 til 19 og metrobusserne fik de et-cifrede linjenumre men med et bogstav efter tallet der indikerede, hvilken gren bussen skulle kører på. Eksempelvis blev grenen til Aabybro kaldt Linje 2A. Det var planen at metrobusserne skulle være let genkendelige i forhold til almindelige bybusser og derfor blev metrobusserne ved oprettelsen malet røde med en orange, blå og hvid streg på skrå af den røde farve. Metrobuskonceptet blev kort før oprettelsen markedsført med humoristiske bemærkninger som: "Du er ikke blevet tosset Denne bus er gul" og med vejmaling på de centrale gader med skriften: "Gå ikke over vejen der kommer bus", som parodi på jernbanens information ved sporkrydsning: "Gå ikke over sporet. Der kommer tog"

### De tidlige år
Metrobus linjerne 1 og 2 blev oprettet den 4 Februar 2004 med en frekvens på ned til hvert 5 minut i spidsbelastningsperioderne på de centrale afsnit mellem Skalborg og Bouet for 1'erens vedkommende. Mellem AAU Busterminal og Lindholm Station for 2'erens vedkommende. Linjerne 5 og 6 blev oprettet med 10 minutters drift i myldretiderne. hvor 5'eren også havde afgange hen af dagen. Kørte 6'eren kun i Myldretiderne.
Linjerne 5 og 6, blev oprettet som Ringlinjer, med ruteføring mellem henholdsvis Skelagergårdene - AAU Busterminal, og hver anden tur til Saltumvej, for 5'erens vedkommende. Linje 6 blev oprettet som en "Nord-Øst" linje der via Limfjordstunnelen, skulle kører uden om Aalborg by, for at komme til AAU Busterminal. Fra AAU Busterminal fortsatte hver 2 tur på 6'eren, videre som linje 5 til Skelalgergårdene.
Det nye bybusnet inklusiv Metrobusserne oplevede en massiv passagerfremgang de første 2år på små 1,5million nye passagerer i forhold til før omlægningen til det nye Stambusnet men glæden varede kort. Byrådet skulle spare penge som følge af Strukturreformen i 2007 hvor Aalborg Kommune blev slået sammen med nogle mindre oplands kommuner som gjorde at Aalborg blandt andet måtte hente penge fra den kollektive trafik som resulterede i forringelser af Metrobuskonceptet. Spareøvelserne blev blandt andet fundet i at Metrobus 1 og 2 blev skåret i afgange så der ikke længere blev kørt med 5minuttersdrift men derimod nu "kun" hvert 7½ minut på de centrale strækninger derudover blev den normale bybuslinje 18 forkortet fra ikke længere at betjene Nørresundby Gymnasium men derimod kun imellem Aalborg Busterminal og Tech College.
Senere på året i 2007 var den gal igen. Metrobusserne 5 og 6 der på daværende tidspunkt kørte i både morgen og eftermiddagsmyldretiden og for 5'erens vedkommende et par afgange midt om formiddagen stod foran nedlæggelse grundet kommunen atter engang skulle spare. Det endte i denne omgang blot med en nedlæggelse af Middagsbetjeningen af linje 5 og nedlæggelse af eftermiddagsbetjeningen på linje 6 grundet en regnefejl i de kommunalebudgetter. regnefejlen var på omkring 2 millioner kroner og disse penge blev brugt på at holde ruterne i live
Af andre oplægninger af nettet i de tidlige år kan nævnes oprettelsen af Linje 1D grenen til "Hals" efter nedlæggelse af linje 76 hvoraf linjenummeret skulle bruges ved Nordjyske Jernbaner på deres rute Hjørring-Hirtshals. Desuden er der sket afkortning af Linje 1s afgrening Linje 1M til Nibe. Linje 1M blev forkortet til kun at kører til Frejlev, grenen blev dog senere hen forlænget fra Frejlev til Sønderholm.

### Slut med Connex
Metrobus linje 2, bestod i de første år af hele 2 operatører. Den ene operatør var Arriva, som også er den operatør der kørte linjen frem til 2015, hvor linje 2, blev degraderet til en "almindelig" bybus rute. Den anden operatør var franske Connex, der ligeledes kørte linjen.I 2006, da Connex valgte at stoppe kørslen på busser rundt i Danmark, blev selskabet overtaget af Arriva, og Arriva Aalborg overtog 18 Volvo B12 busser, og derudover fulgte der ligeledes en masse nye kollegaer med til Arriva.

### De senere år
I de senere år efter 2007 er driften forløbet stort set uændret. Metrobusserne havde fortsat fremgang og i 2014 kunne Nordjyllands Trafikselskab præsentere et passagertal på 14,7 millioner passagerer på det samlede bybusnet i Aalborg kommune og et overskud på små 11 millioner kroner.
Passagerfremgangen for by- og metrobusserne fortsatte og i 2014 indsatte politikerne i Aalborg Kommune som et forsøg en Linje 20E til at supplere Metrobus linje 2, der kørte uden stop mellem Aalborg Busterminal og af Sohngårdsholmsvej til Th. Sauers vej og derfra med stop fra Grønlands Torv ved hvert stoppested indtil AAU Busterminal. Forsøget var en succes, men linjen blev nedlagt ved sommerferiestart i 2014 grundet omlægning af regionale busruter, der kunne spare flere minutter i forhold til 20E kunne.
Fremgangen for Metrobus linje 2 fortsatte indtil 2016, hvor det blev besluttet at Aalborg skulle have en letbane, og ved starten af året havde kommunen et udkast klar til et fremtidigt. Udkastet blev delvist accepteret i Aalborg byråd og Metrobus 2 blev i august 2016 derfor omlagt til fra Lindholm og til Aalborg Vestby og på samme tid reduceret til en almindelig bybuslinje men med fortsat høj frekvens. Den nye linje 2 ville få samme rute som den fremtidige letbane. Linjen ville køre imellem Aalborg Vestby og det nye Aalborg Universitets Hospital ved Gistrup, men fortsætte med afgreningerne til Gistrup, Klarup og Storvorde indtil letbanen ville tage over. Det viste sig i mellemtiden efter omlægningen af linje 2 at Aalborg Letbane ville blive reduceret til en Bus rapid transit løsning, men med samme linjeføring som planlagt for den oprindelige letbane. BRT projektet blev senere hen også omdøbt til Plusbus. Metrobus 2's rute nord for Limfjorden blev erstattet af linjerne 12(Aabybro) og 13(Nørre Uttrup). Linje 2 overtog herved linje 13's hidtidige rute i Aalborg Vestby til Væddeløbsbanen, mens betjeningen af "Vesterkæret Skole", som linje 12 tidligere havde betjent ophørte som busbetjeningssted.

## Nedlæggelse af Metrobus konceptet
Markedsføringen af Metrobusserne fortsatte i små 2 år efter nedlæggelsen af Metrobus 2. Linje 1,5 og 6 kørte fortsat rundt i metrobus farver og blev markedsført som egentlige metrobusruter indtil slutningen af 2018. I 2018 opgav Nordjyllands Trafikselskabet hele konceptet efter linje 2 ikke længere indgik i statistikkerne for passagertal som metrobus og i slutningen af 2018 valgte man at fra operatørenes side at male busserne der betjente metrobusserne om til almindelige bybusdesign så man kunne benytte det rullende materiel på samtlige af de normale bybusruter rundt i Aalborg. i 2022 kører der fortsat busser rundt i det tidligere metrobus design. Disse busser er ikke blevet malet om idet at Nordjyllands Trafikselskab sendte et udbud afsted på alle bybusruter i Aalborg og derfor ville man fra operatørenes side ikke længere bruge energi på at male om. Udbuddet endte med at Tide overtog hele bybuskørslen og hele vognparken. Bybusserne i Aalborg bliver udskiftet med El-busser i august 2022 og derved vil det definitivt være slut med Metrobus Designet i Aalborgs gader.

## Metrobussernes Design
Linjenettet på Metrobusserne skulle være højklassificeret og blev lagt på en stratetisk måde og deraf skulle der også følge et let genkendeligt design med. Metrobusserne blev i sine første år malet i et rødt design med en orange, blå og hvid streg på skrå af bussen så de var lette at kende i forhold til de almindelige bybusruter der var malet i et gult design med en blå, lysegul og hvid streg på skrå. i 2015 havde NT endnu engang valgt nyt design for sine operationer og denne gang skulle Metrobusserne males om til et design i helt rød med en lodret blå og hvis streg på højre forhjørne og venstre baghjørne og de almindelige bybusser ligedan bare i en gul farve i stedet for rød.

## Metrobussernes Linjenet
Metrobusserne i Aalborg blev oprettet i 2004 med følgende linjenet men er flere gange blevet skåret i driften
| Linje | Linieføring                                                                                              | Bemærkninger |
| ----- | --- | --- |
| 1     | (Fællesstrækningen) Bouet – Nr. Uttrup Torv – Nytorv - Aalborg Busterminal – Mariendals Mølle – Skalborg | Oprettet med mange afgreninger med hvert sit bogstav. Forkortet fra Nibe til Frejlev med 1M afgreningen. Forlænget fra Langholt til Hals med 1D afgreningen Linjen blev atter forlænget på 1M afgreningen. dog kun til Sønderholm. |
| 2     | (Fællesstrækningen) AAU Busterminal - Grønlands Torv - Aalborg Busterminal - Nytorv - Lindholm Station   | Ruten oplevede ingen mærkbare forandringer i sin tid som Metrobus. Blev i 2016 omlagt til almindelig bybusrute med høj frekvens grundet forberedelserne til Plusbus.                                                               |
| 5     | Skelagergårdene – Mariendals Mølle – Th. Sauers Vej – Grønlandskvarteret – AAU Busterminal (- Saltumvej) | Hver anden afgang kørte fra/til Saltumvej ved oprettelsen. senere kun 2 afgange om morgenen fra Saltumvej imod AAU Busterminal. Linjen havde dagbetjening mellem myldretiderne indtil 2007                                         |
| 6     | Lindholm Station – Limfjordstunnellen – Tech College Aalborg – AAU Busterminal                           | Blev oprettet med betjening i både morgen og eftermiddagsmyldretiderne |

### Afgreningshistorik for Linje 1 og 2
Linje 1
| Linje | Linjeføring                          | Bemærkninger |
| ----- | ------------------------------------ | --- |
| 1     | (Fællesstrækningen) Skalborg - Bouet | |
| 1A    | Bouet - Grindsted                    | |
| 1B    | Bouet - Vodskov(Liselund)            | |
| 1C    | Bouet - Langholt                     | |
| 1D    | Bouet - (Gandrup) - Hals             | Oprindelig ruteførring: Bouet - Gandrup. Senere forlænget. årstal for forlængelsen er ukendt. |
| 1H    | Skalborg                             | De korte ture til CitySyd(Fiskene) |
| 1J    | Skalborg - Ferslev                   | |
| 1E    | Bouet                                | De korte ture til Kvickley i Nørresundby |
| 1G    | Skalborg/Bouet                       | De korte ture der slutter på Aalborg Busterminal |
| 1K    | Skalborg - Svenstrup syd             | Afgreningen er med tiden slået sammen med Linje 1L til Godthåb. afgreningen har 2 morgenture i 2022 |
| 1L    | Skalborg - Godthåb                   | Linje 1K og 1L har med årene fået ændret linjeføring i Svenstrup og 1K er derved slået sammen med 1L |
| 1M    | Skalborg - Nibe                      | Linje 1M kørte oprindeligt til Nibe i halvtimedrift men en udvidelse af driften på rute 950X forkortede i 2011 1M til Sønderholm og året efter til Frejlev. Linje 1M er senere hen atter blevet dvidet til at betjene Sønderholm |
| 1P    | Skalborg - Dall Villaby              | Linje 1P var de korte afgreninger imod Ferslev der udelukkende kørte til Dall Villaby. Linje 1P er siden blevet lagt sammen med linje 1J og samtlige ture fortsætter pr 2018 til Ferslev Skole                                   |

Linje 2
| Linje | Linjeføring                                      | Bemærkninger |
| ----- | ------------------------------------------------ | --- |
| 2     | (Fællesstrækningen Lindholm St - AAU Busterminal | |
| 2A    | Lindholm - Nørre Halne - Aabybro                 | |
| 2B    | Lindholm - Nørre Halne                           | De kortere ture fra Linje 2 imod Aabybro der kun kørte til Nørre Halne |
| 2C    | Lindholm - Nørre Uttrup                          | |
| 2D    | Lindholm                                         | De korte ture der kun kørte til Lindholm Station |
| 2E    | AAU Busterminal                                  | De korte ture i Myldretiderne til AAU Busterminal fra Lindholm eller Aalborg Busterminal |
| 2F    | Aalborg Busterminal                              | Dubleringskørsel der supplerede de andre grene af linje 2 fra AAU Busterminal Til Nytorv i Myldretiderne Blev senere forkortet og erstattet af linje 2G til Aalborg Busterminal Grenen blev henholdsvis genoptaget som dubblerings kørsel uden for publikumskøreplanen i 2022. |
| 2G    | Aalborg Busterminal                              | Dubleringskørsel der supplerede de andre grene af linje 2 fra AAU Busterminal Til Aalborg Busterminal i Myldretiderne Kørte oprindeligt til Nytorv som 2F |
| 2H    | AAU Busterminal - Klarup                         | |
| 2J    | AAU Busterminal - Storvorde                      | |
| 2K    | AAU Busterminal - Gistrup Skole                  | |
| 2L    | AAU Busterminal - Gistrup Sæderupvej             | Forstærket kørsel til Gistrup i myldretiderne. linjen blev senere indlagt i 2K der fik ændret ruteføring i Gistrup |
| 2M    | Lindholm - Aalborg Lufthavn                      | Linje 2 blev i 2011 omlagt til at betjene Aalborg Lufthavn hvoraf turene med endestation Ved Aalborg Lufthavn blev skiltet Linje 2M |

## Metrobusser i uheld
Som med alle andre færdselsrelaterede køretøjer kan der blandt busser også komme nogle uheld desværre. Uheld er for Metrobusserne også en ting der er sket dog ikke i stor udstrækning.
- Vintervejret kan af og til drille også bustrafikken[19]
- Man skal altid huske at trække håndbremsen for ellers sker der grimme skader. i dette tilfælde på Boulevarden[20]
- Det er altid dumt at falde i søvn bag rattet. i Dette tilfælde var det ekstra dumt idet bussen var stuvende fuld og chaufføren faldt i søvn og dette resulterede at bussen kørte ind i en lygtepæl med god fart[21]

## Galleri
- Linje 1 ved Nytorv på sin linje 1J gren til Ferslev
- Linje 2 på sin daværende gren 2A til Aabybro via Aalborg Lufthavn
- Linje 2 på Boulevarden i det ældre design på sin Linje 2C gren
- Tidligere Metrobus 1 vogn efter udrangering på Sporvejsmuseet Skjoldenæsholm
- Metrobus Linje 1 på nytorv
- Af og til bruges ældre reservebusser i trafikken. Her en tidligere Metrobus på linje 13 i december 2021
- Nogle af vognene er i 2022 endnu ikke malet om fra Metrobus designet og de ender heller ikke med at blive malet om grundet udfasning i august 2022
- Metrobus 2H fuldt reklameret for en virksomhed og derved ikke i Metrobus farverne